# ArtPeople
ArtPeople A/S er et dansk selskab med hjemsted i København, der indgår i PeopleGroup-koncernen. ArtPeople driver en musikvirksomhed, der bl.a. omfatter distibution af plader/CD samt film og DVD'er og driver ligeledes bogforlagene People'sPress og People's Press junior. ArtPeople driver herudover virksomhed med formidling af foredrag og foredragsholdere. ArtPeople blev dannet af Jan Degner og Jakob Kvist tilbage i 2002   
Musikvirksomheden består af pladeselskabet ArtPeople, der bl.a. udgiver og distribuerer artister som Kidd, Rasmus Seebach, Poul Krebs, Folkeklubben m.fl. 
ArtPeople producerer og udgiver endvidere DVD'ere med vægt på dansk stand-up comedy og har udgivet DVD'ere med shows af bl.a. Anders Matthesen, Andreas Bo, Rytteriet og Mick Øgendahl. Ud over materiale med stand-up udgives også DVD'ere med tv-serier som Krøniken, Søren Ryges programmer, De Unge Mødre m.fl. 

## Eksterne links
- ArtPeoples hjemmeside Arkiveret 9. maj 2011 hos  Wayback Machine